# 世界エイズデー
世界エイズデー（せかいエイズデー）は、世界規模でのエイズ蔓延の防止、エイズ患者やHIV感染者に対する差別･偏見の解消を目的とし、1988年に世界保健機関により定められた国際記念日（国際デー）である。毎年12月1日が世界エイズデーとされている。

## キャンペーン

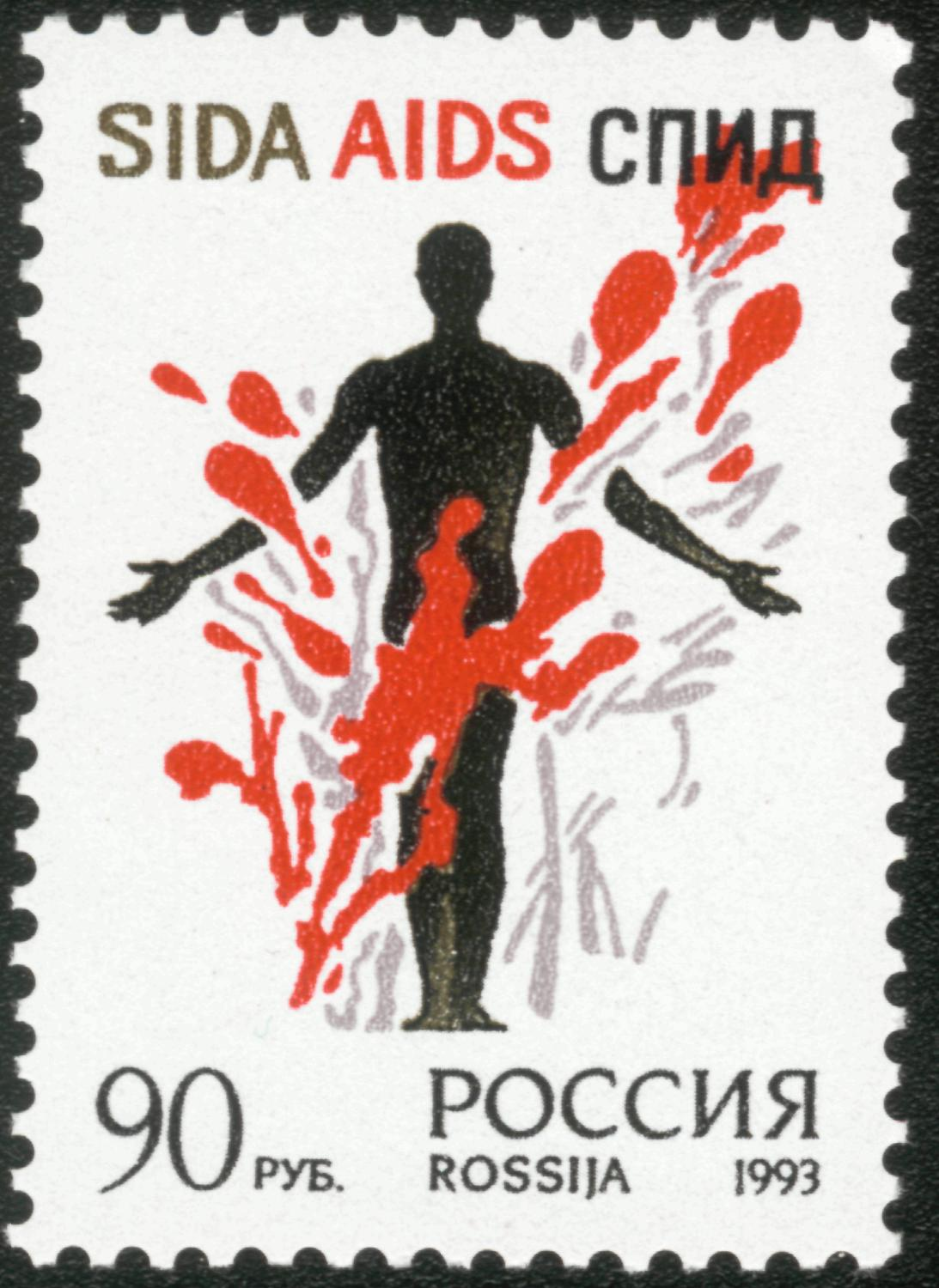
ロシアの世界エイズデー切手(1993年発行、90ルーブル)

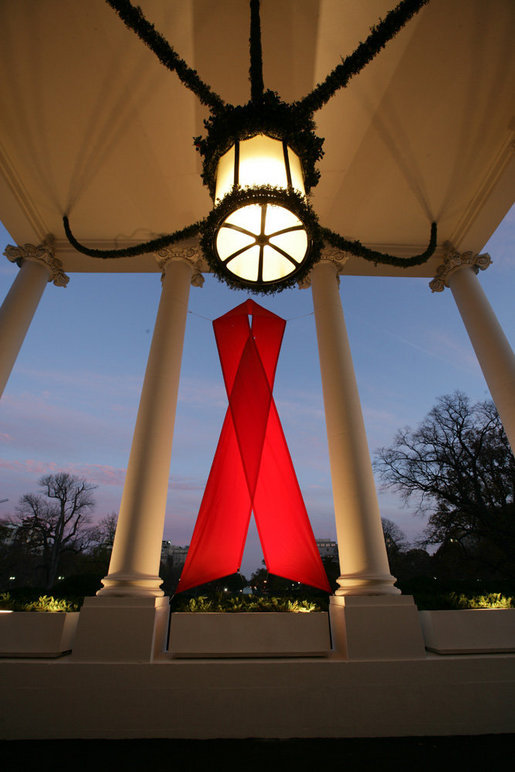
世界エイズデーに先立って、ホワイトハウスの北側玄関に掲げられたレッドリボン
（2007年11月30日、アメリカ・ワシントンD.C.）

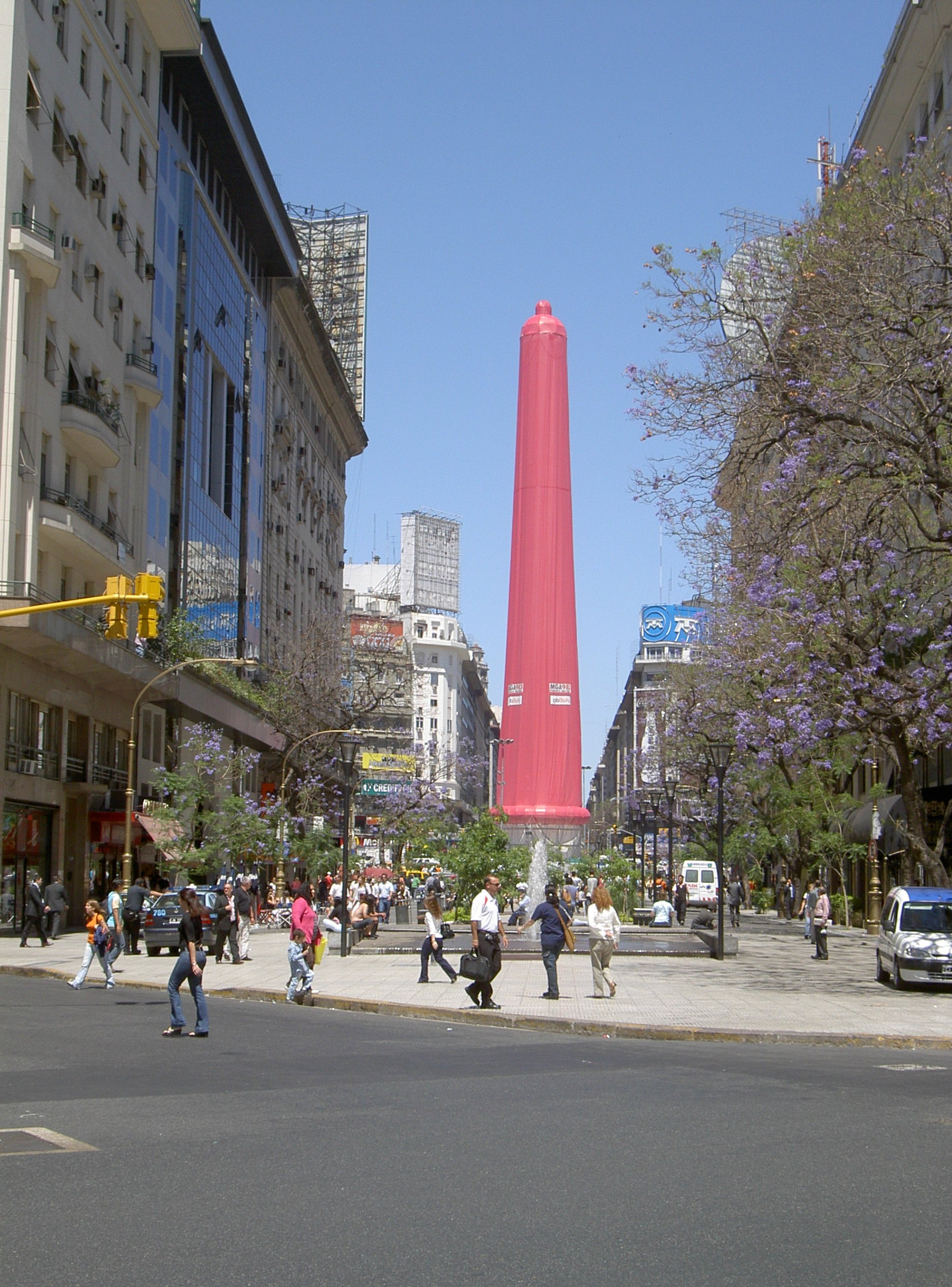
2015年世界エイズデーの啓発キャンペーンの一環として、ブエノスアイレスのオベリスクに67メートルの巨大「コンドーム」が模された。
（2005年12月9日、アルゼンチン・ブエノスアイレス）

シンボルは、レッドリボン。これは、感染者・患者への連帯を表す。世界中でさまざまなイベントが行われ、今もなお世界中でエイズで苦しんでいる人に向けてメッセージを送り、啓発活動を通じてエイズまん延防止と患者・感染者に対する差別・偏見の解消を図ることを目的としてキャンペーンを行う。
エンパイアステートビルなどの施設では建物を赤色にライトアップする行事も行われている。
12月1日前後にはシンポジウムや学会などが開催されている。
| 年度       | キャンペーンテーマ                                                    |
| ---------- | --------------------------------------------------------------------- |
| 昭和63年度 | 愛している人に、うつしてはいけない。                                  |
| 平成元年度 | エイズと若者 エイズ知ってるよ。と言うけれど ほんとに知っているのかな? |
| 平成02年度 | 女性とエイズ                                                          |
| 平成03年度 | みんなでエイズに取り組もう! 〜エイズにチャレンジ〜                    |
| 平成04年度 | 地域・学校・職場でも エイズ予防に取り組もう                           |
| 平成05年度 | エイズ 〜今、行動のとき!                                              |
| 平成06年度 | エイズに取り組もう! 〜家族みんなで〜                                  |
| 平成07年度 | エイズに取り組む 〜ひとりひとりの権利と責任                           |
| 平成08年度 | エイズの時代をともに生きる 〜希望に向かって、国境を越えて〜           |
| 平成09年度 | 子どもたちの未来のために! 今、エイズを考えよう                        |
| 平成10年度 | 時代が変わる、君が変える 〜大切な人と生きるために〜                   |
| 平成11年度 | 若い命のためにも、聞いて学んで、エイズのことを                        |
| 平成12年度 | エイズを知って あなたが変わる わたしも変わる                          |
| 平成13年度 | "I care... Do you?"                                                   |
| 平成14年度 | 「エイズ」目をそらさないで考えてみよう!                               |
| 平成15年度 | 「エイズ」知ろう、話そう、予防しよう                                  |
| 平成16年度 | “HIV”と“エイズ”の違い、知っていますか?                                |
| 平成17年度 | エイズ…あなたは「関係ない」と思っていませんか?                        |
| 平成18年度 | Living Together 〜私に今できること〜                                  |
| 平成19年度 | Living Together 〜大切な人を守るために〜                              |
| 平成20年度 | Living Together 〜ちょっとの愛からはじまる事〜                        |
| 平成21年度 | Living Together 〜いま、何をすれば良いのか聴かせて?〜                 |
| 平成22年度 | 続けよう 〜Keep the promise, Keep your life〜                         |
| 平成23年度 | エイズとわたし 〜支えることと 防ぐこと〜                              |
| 平成24年度 | “AIDS” GOES ON... 〜エイズは続いている〜                              |
| 平成25年度 | 恋愛の数だけHIVを語ろう                                               |
| 平成26年度 | AIDS IS NOT OVER 〜まだ終わっていない〜                               |
| 平成27年度 | AIDS IS NOT OVER だから、ここから                                     |
| 平成28年度 | 知っていても、分かっていても AIDS IS NOT OVER                         |
| 平成29年度 | Update! エイズのイメージを変えよう                                    |
| 平成30年度 | Update! エイズ治療のこと HIV検査のこと                                |
| 令和元年度 | Update! 話そう、HIV/エイズのとなりで ～検査・治療・支援～             |
| 令和02年度 | 知ってる!? HIVとエイズの違い                                          |
| 令和03年度 | レッドリボン30周年 〜Think Together Again〜                           |
| 令和04年度 | このまちで暮らしている。私もあなたも。12月1日は世界エイズデー         |
| 令和05年度 | あなたが変わればエイズのイメージが変わる。UPDATE HIV!                 |
| 令和06年度 | U=U 知ることから、もう一度。12月1日は世界エイズデー                   |

## 歴史
1988年に始まり、初の世界保健機関により定められた国際記念日（国際デー）となった。
1988年から2004年までは、国際連合エイズ合同計画によって運営されていた。2005年からはThe World AIDS Campaign（WAC）によって運営されている。